# Krupp Typ Rheinhausen
Der Typ Krupp Typ Rheinhausen ist eine normalspurige, vierachsige Nassdampf-Tenderlokomotive (Achsfolge D) aus dem Nachkriegs-Typenprogramm der Firma Krupp in Essen. Die Lokomotiven waren ursprünglich vor dem Zweiten Weltkrieg für die Deutsche Reichsbahn vorgesehen, dieser Auftrag wurde jedoch annulliert.
Nach dem Krieg wurden zehn Lokomotiven auf Vorrat hergestellt und an verschiedene Bergwerksbetriebe in Nordrhein-Westfalen verkauft. Die Lokomotiven waren bis Anfang der 1970er Jahre in Betrieb. Eine an die Harpener Bergbau AG gelieferte Lokomotive ist erhalten und befand sich 2019 bei der Mansfelder Bergwerksbahn in Benndorf.

## Geschichte

### Vorkriegsgeschichte
Ursprünglich waren die Lokomotiven von der Deutschen Reichsbahn bestellt und sollten die Nummern 86 975...998 tragen. Wegen der Kriegsereignisse wurde der Auftrag jedoch vor 1945 annulliert. Offensichtlich waren schon Teile vorgefertigt vorhanden, aus denen unmittelbar nach Kriegsende die Chance zur Fertigung einer neuen Lokomotive bestand.

### Nachkriegsgeschichte
Bereits 1949 wurden die ersten Lokomotiven hergestellt, die die Bezeichnung Typ Rheinhausen erhielten. Es wurden in zwei Serien insgesamt zehn Lokomotiven gebaut. Der neue Typ konnte sich am Markt nur schlecht durchsetzen, die letzte Maschine wurde erst 1962 verkauft. Die letzte Lok war bis Ende 1992 auf der Grube Emil Mayrisch im Einsatz.

#### Harpener Bergbau AG
Die Lokomotive Krupp 2838 wurde 1953 hergestellt und 1956 an die Harpener Bergbau AG verkauft, wo sie die Bezeichnung Dorstfeldt II erhielt. 1967 wechselte sie zu dem Eschweiler Bergwerks-Verein, wo sie bei der Grube Emil Mayrisch in Siersdorf als Emil Mayrisch 2, bis Ende 1992 ihren Dienst tat. Ursprünglich war sie nach ihrem Dienstende den Betrieb an der Dampfbahn Rur-Wurm-Inde vorgesehen, wurde jedoch an die Eisenbahnfreunde Walburg verkauft. Seit 2011 gehört die Lok der Museumseisenbahn Friesoythe – Cloppenburg in Cloppenburg und wurde im gleichen Jahr noch zu der MaLoWa in Benndorf geschafft. Der letzte Datenbankeintrag stammt aus dem Jahr 2019, da befand sich die Lokomotive immer noch dort.

## Konstruktion
Für den Einsatz im schweren Verschiebedienst auf Bergwerksbahnen waren die Lokomotiven mit der optimalen Reibungsmasse laufachslos ausgeführt. Für den wartungsärmeren Betrieb wurden sie als Nassdampf-Lokomotiven gebaut.
Die Lokomotiven besitzen einen Blechrahmen, in dem die vier Antriebsachsen gelagert sind. Die ersten drei Achsen sind fest im Rahmen gelagert, die vierte Achse besitzt ein seitliches Spiel von ±20 mm. Für einen besseren Kurvenradius sind außerdem die Spurkränze der zweiten Achse um 15 mm geschwächt. Sie haben große seitliche Wasserkästen ohne obere Abschrägung und mit dem großen Ausschnitt für die Steuerungswelle. Typisch für Krupp-Lokomotiven ist das allseits geschlossene Führerhaus, die gemeinsame Verkleidung von Dampf- sowie Sanddom und der relativ kleine Schornstein. Gesandet werden konnten die zweite und dritte Achse von vorn und hinten. Vorhanden waren eine indirekten Bremse von Knorr und eine Wurfhebelbremse, es konnten alle Radsätze einseitig von vorn abgebremst werden. Die dafür nötige Druckluft wurde von einem doppelseitigen Luftpresser an der rechten Seite der Rauchkammer erzeugt.